# Назима
Назима Бауыржановна Джанибекова (род. 21 октября 1990, Чимкент), более известная под псевдонимом Назима (часто стилизируется как НАZИМА или Наzима) — казахстанская певица, работающая в жанре хип-хоп. Финалистка первого сезона телевизионного шоу «Песни» на ТНТ. Бывшая артистка лейбла Black Star Inc., ныне артистка Lotus Music.

## Биография
Родилась 21 октября 1990 года в Шымкенте, Казахская ССР в казахской мусульманской семье из племени Конырат Среднего жуза. Рост Назимы 153 см. В семье детей четверо, а Назима самая старшая. После нее идет младший брат Бексултан, сестры Медина и Дания. Назима училась в Казахском Государственном Юридическом Университете в Астане (КАЗГЮУ).
В 2018 году участвовала в телешоу «Песни» на ТНТ, заняв там 4 место. В интервью онлайн-журналу HOMMES артистка признавалась, что вне зависимости от результатов проекта намерена перебраться в Россию. В финальном выступлении на шоу Назима исполнила песню «Беги». После окончания проекта Назима подписала контракт с лейблом Black star.
В июне 2018 участвовала в программе «Вечерний Ургант».
Осенью 2023 года стала участницей реалити-шоу «Выжить в Самарканде», которое вышло на «ТНТ» в январе 2024 года.
Летом 2024 года певица перешла на лейбл Lotus Music Бахтияра Алиева.

## Дискография
| Оценки критиков | Оценки критиков |
| Источник        | Оценка          |
| --------------- | --------------- |
| InterMedia      | [ 1 ]           |

### Альбом
- 2019 — «Секреты»

### Синглы
| Год  | Название                                                   | Альбом               |
| ---- | ---------------------------------------------------------- | -------------------- |
| 2018 | «Падай со мной»                                            | Шоу «Песни». 1 сезон |
| 2018 | «Бабл Гам»                                                 | Шоу «Песни». 1 сезон |
| 2018 | «2000» (совместно с Тимати)                                | Шоу «Песни». 1 сезон |
| 2018 | «Dusk Till Dawn» (cover Zayn & Sia) (совместно с Solomona) | Шоу «Песни». 1 сезон |
| 2018 | «Мамасита» (cover Jah Khalib)                              | Шоу «Песни». 1 сезон |
| 2018 | «Беги»                                                     | Шоу «Песни». 1 сезон |
| 2018 | «Чувства»                                                  | Внеальбомные синглы  |
| 2019 | «Найди меня»                                               | Внеальбомные синглы  |
| 2019 | «Ты не стал»                                               | Внеальбомные синглы  |
| 2019 | «Нельзя» (совместно с Тимати)                              | «Секреты»            |
| 2019 | «Невыносимо» (совместно с Александром Панайотовым)         | «Секреты»            |
| 2019 | «Отпускаю»                                                 | «Секреты»            |
| 2019 | «Я твоя»                                                   | «Секреты»            |
| 2019 | «Алиби»                                                    | «Секреты»            |
| 2019 | «Тайна»                                                    | «Секреты»            |
| 2019 | «Отпускаю» (remix) (DJ Varda & Major)                      | «Секреты»            |
| 2019 | «Я твоя» (acoustic) (совместно с Мишей Марвиным)           | «Секреты»            |
| 2019 | «Тысячи историй» (совместно с Валерией)                    | Внеальбомные синглы  |
| 2020 | «Ленты»                                                    | Внеальбомные синглы  |
| 2020 | «Qusni-Qorlan»                                             | Внеальбомные синглы  |
| 2020 | «Помада» (совместно с AXVL)                                | Внеальбомные синглы  |
| 2020 | «Do It»                                                    | Внеальбомные синглы  |
| 2020 | «Заново»                                                   | Внеальбомные синглы  |
| 2020 | «Меридианы» (совместно с Shami)                            | Внеальбомные синглы  |
| 2020 | «Зачем»                                                    | Внеальбомные синглы  |
| 2021 | «Что я наделала»                                           | Внеальбомные синглы  |
| 2021 | «Проснись»                                                 | Внеальбомные синглы  |
| 2021 | «Отлетай»                                                  | Внеальбомные синглы  |
| 2022 | «Среди бывших»                                             | Внеальбомные синглы  |
| 2022 | «Карамель»                                                 | Внеальбомные синглы  |
| 2022 | «Карандашом»                                               | Внеальбомные синглы  |
| 2022 | «Визави»                                                   | Внеальбомные синглы  |
| 2022 | «Пули»                                                     | Внеальбомные синглы  |
| 2022 | «Отпусти»                                                  | Внеальбомные синглы  |
| 2023 | «Sen»                                                      | Внеальбомные синглы  |
| 2023 | «Пионы»                                                    | Внеальбомные синглы  |
| 2023 | «Магия»                                                    | Внеальбомные синглы  |
| 2024 | «Качели»                                                   | Внеальбомные синглы  |
| 2024 | «Телефон»                                                  | Внеальбомные синглы  |
| 2024 | «Любовь внутри»                                            | Внеальбомные синглы  |

Коллаборации
| Год  | Артисты | Название                      | Альбом               |
| ---- | --- | ----------------------------- | -------------------- |
| 2018 | Максим Свобода & Хабиб & DanyMuse & Родион Толочкин & Наzима & Джей Мар & PLC & Terry & Soufee & Кристина Кошелева | «Плачут небеса» (cover Банда) | Шоу «Песни». 1 сезон |
| 2018 | Скруджи & Наzима                                                                                                   | «Real One»                    | Шоу «Песни». 1 сезон |
| 2018 | Джей Мар & Terry & Наzима & PLC & DanyMuse                                                                         | «Новый Blackstar»             | Шоу «Песни». 1 сезон |
| 2018 | Тимати & Мот & Егор Крид & Terry & Скруджи & Наzима                                                                | «Ракета»                      | Внеальбомные синглы  |
| 2018 | Тимати & Мот & Егор Крид & Pabl.A & Скруджи & Наzима                                                               | «Над облаками»                | Внеальбомные синглы  |
| 2019 | Say Mo & Наzима | «Не говори»                   | Шоу «Песни». 2 сезон |
| 2019 | Миша Марвин & Наzима                                                                                               | «Моя мечта»                   | Внеальбомные синглы  |
| 2019 | Pabl.A & Наzима | «Быть как я»                  | Внеальбомные синглы  |
| 2019 | Slame & Наzима & Amchi                                                                                             | «Твой ход»                    | Внеальбомные синглы  |
| 2019 | Natan & Наzима | «Лантана»                     | «9»                  |
| 2021 | RA & Null & Элина Чага & Наzима                                                                                    | «Позабыл»                     | Внеальбомные синглы  |
| 2021 | Mona Songz & Наzима                                                                                                | «Минус единица»               | Внеальбомные синглы  |
| 2021 | Say Mo & Наzима | «Не смей»                     | Внеальбомные синглы  |
| 2022 | Миша Марвин & Наzима                                                                                               | «Спасибо»                     | Внеальбомные синглы  |
| 2023 | Мирас Жугунусов & Наzима                                                                                           | «Таптым. Махаббатпен, Jusan»  | Внеальбомные синглы  |
| 2023 | Jamaru & Наzима | «Поломаны судьбы»             | Внеальбомные синглы  |

## Чарты

### Годовые чарты
| Песня      | Чарт (2018)                            | Поз. | Ист.  |
| ---------- | -------------------------------------- | ---- | ----- |
| «Real One» | Apple Music Топ-100 в России: 2018 год | 99   | [ 2 ] |
| «Ракета»   | TopHit YouTube — Top Year-End Hits     | 146  | [ 3 ] |

## Видеография
| Год                             | Клип                                     | Режиссёр                        | Фирма                           |
| ------------------------------- | ---------------------------------------- | ------------------------------- | ------------------------------- |
| 2019                            | Нельзя                                   | Заур Засеев                     | Hoodyakov Production            |
| 2019                            | Отпускаю                                 | Катя Як                         | L'appart Production             |
| 2019                            | Я твоя                                   | Александр Романов               | Romanov Production              |
| 2019                            | Я твоя (acoustic)                        | Тимур Рымбаев Владимир Ворчагин | не указана                      |
| 2020                            | Тысячи историй                           | Заур Засеев                     | Hoodyakov Production            |
| 2020                            | Ленты                                    | Маша Жемчужина                  | не указана                      |
| 2020                            | Do It (mood video)                       | Азиз Байдулла                   | не указана                      |
| 2020                            | Меридианы                                | Арсен Алисолтанов               | не указана                      |
| 2020                            | Зачем                                    | Евгений Нгуен                   | не указана                      |
| 2021                            | Проснись (mood video)                    | Эрнаццаро                       | не указана                      |
| 2022                            | Среди бывших (mood video)                | Эрнаццаро                       | не указана                      |
| 2022                            | Отпусти (mood video)                     | Анна Мищенко                    | не указана                      |
| Гостевое участие и коллаборации |                                          |                                 |                                 |
| 2018                            | Real One                                 | Заур Засеев                     | Hoodyakov Production            |
| 2018                            | Ракета                                   | Заур Засеев                     | Hoodyakov Production            |
| 2018                            | Над облаками (mood video)                | Константин Евтухов              | не указана                      |
| 2019                            | Полтора корейца (клип TSOY & Айкью)      | Сол Голдман                     | Ivlev Agency Lispako Production |
| 2019                            | Моя мечта (OST «Счастье — это… Часть 2») | не указан                       | не указана                      |
| 2022                            | Позабыл                                  | не указан                       | не указана                      |
| 2022                            | Спасибо (mood video)                     | Денис Шурдулава                 | не указана                      |
| 2023                            | Таптым. Махаббатпен, Jusan               | Асхат Баянов                    | не указана                      |